# 中西宽
中西 宽（Nakanishi Hiroshi，1962年8月24日—）是当代日本著名的国际政治学者。他目前担任京都大学法学研究科教授兼京都大学公共政策大学院教授，讲授国際政治学。

## 简介
中西宽在京都大学师从战后日本国际政治学的领军人物高坂正堯，1987年获得法学硕士。随后，他在1988—1990年期间留学芝加哥大学，师从当代美国外交史大师入江昭。1991年回国后，中西担任京都大学法学研究科助理教授，在恩师高坂去世后继承其教职，于2002年升任教授。
与授业恩师高坂一样，中西也主张重视日美关系的现实主义外交。他出任多届内阁的政府智囊，深入参与日本政府的外交决策，例如“安全保障的法制基础的再建”恳谈会（安倍内阁）、“安全保障与防卫力” 恳谈会（麻生内阁）、“新时代的安全保障与防卫力”恳谈会（鸠山内阁、菅直人內閣）等。同时，他还在日本国际政治学界具有极大的影响力，先后获得吉田茂奖（1999年）、读卖·吉野作造奖（2003年）和大平正芳纪念奖（2013年），于2014年当选日本国际政治学会理事长（最高职务），并担任和平安全保障研究所、日本国际论坛等著名智库的理事。此外，中西秉持较为友好的对华态度，是新日中友好21世纪委员会（中日两国政府共办）的日方委员。
值得一提的是，中西的恩师高坂正尧门下人才济济，日本民主党菅直人内阁的外交大臣前原诚司就是中西的学弟，师出同门的中西辉政、户部良一、坂元一哉、田所昌幸、岩间阳子等都是在日本享有盛誉的学者。
2016−2018年，中西担任京都大学公共政策大学院院长。2019年4月，中西出任京都大学法学研究科副院长。

## 学历
- 1985年 京都大学法学部 学士
- 1987年 京都大学法学研究科 硕士
- 1988年 - 1990年 芝加哥大学历史系 博士候选人

## 职称
- 1991-2001年 京都大学法学部助教授（注：相当于如今的副教授）
- 1994-1995年 日本文部科学省海外研究员
- 2002年至今   京都大学法学研究科教授
- 2006年至今   京都大学公共政策大学院教授（兼任）
- 2016-2018年 京都大学公共政策大学院院长
- 2019年至今   京都大学法学研究科副院长

## 社会活动
- 「21世纪日本的构想」恳谈会 委员（1999年5月-2000年1月）
- 「安全保障的法制基础的再建」恳谈会 委员（2007年5月⊸8月、2013年2月⊸14年5月 安倍晋三内阁）
- 「外交政策学习会」 委员（2007年12月-08年9月）
- 「安全保障与防卫力」 恳谈会 委员（2009年1月-8月 麻生太郎内阁）
- 「新时代的安全保障与防卫力」恳谈会 委员（2010年2月-8月 鸠山由纪夫内阁与菅直人内阁）
- 和平安全保障研究所 理事
- 日本国际论坛 评议员
- 日本国际政治学会 理事长（2014-2016年）
- 新日中友好21世纪委员会　日方委员

## 获奖
- 第29回吉田茂奖（1999年）：《战后日本外交史》（共著）
- 第4回读卖・吉野作造奖（2003年）：《国际政治是什么？全球社会中的人与秩序》
- 第27回大平正芳記念奖（2011年）：《超越历史的桎梏：20世纪中日关系的新视角》（编著）

## 主要著作

### 单著
- 《国际政治是什么？全球社会中的人与秩序》（中央公论新社、2003年）

### 共著
- 中西宽・ 田中明彦《新・国际政治经济的基础知识》（有斐阁、2004年；新版、2010年）
- 伊藤之雄・川田稔《20世纪日本与东亚的形成》（密涅瓦书房、2007年）
- 五百旗头真主编《战后日本外交史》（有斐阁、1998年；第三版、2008年）
- 五百旗头真主编（吴万虹 译）《战后日本外交史》（社会科学文献出版社,2005年）
- Makoto Iokibe ed (translated by Robert Eldridge). The Diplomatic History of Postwar Japan (Routledge, 2009)
- 新川敏光・大西裕《世界政治丛书 第9卷》（密涅瓦书房、2008年）
- 中西宽・田中明彦・饭田敬辅《日本的国际政治学（全四卷）》（有斐阁、 2009年）
- 中西宽・小林道彦《超越历史的桎梏：20世纪中日关系的新视角》（千仓书房、2010年）
- 中西宽・石田淳・田所昌幸《国际政治学》（有斐阁、2013年）
- 中西宽・五百旗头真《高坂正尧与战后日本》（中央公论新社、2016年）
- 中西宽・伊藤之雄《日本政治史中的领袖们》（京都大学学术出版会、2018年）

## 学生

### 已获博士学位者
- 劉仙姬
- 塚田铁也
- 津崎直人
- 长久明日香
- 小川浩之
- 阿曽沼春菜
- 小窪千早
- 西村真彦
- 张帆

### 硕博在读学生
- 岩崎总则
- 高坂博史
- 董悦明
- 王天
- 篠本创
- 叶安琪